# 新墙镇
新墙镇，位于湖南省岳阳市岳阳县中部偏西，新墙河下游南岸，因河得名。镇人民政府驻岳阳县十二公里。
新墙镇交通便利，京珠高速公路、107国道贯穿南北，京珠县城连接线、荣公公路横贯东西。

## 沿革
- 民国时期，设新墙镇，后分隶复兴乡与自强乡
- 1949年，属岳阳县二区自强乡
- 1951年，为岳阳县五区新墙镇
- 1956年，撤区并乡为新华、新河、五垸乡及新墙镇
- 1958年，新华、新河、五垸乡及新墙镇合建新墙人民公社
- 1961年，改置三社与新墙镇
- 1984年，改置新强乡与新墙镇
- 1987年，新强乡并入新墙镇
- 1995年，五垸乡并入

## 行政区划
新墙镇辖27个自然村，2个居委会。
新街社区、老街社区、新墙社区、植山村、板桥村、方杨村、草岭村、沙河村、燎原村、前进村、松元村、桃源村、大桂村、马形村、四义村、毛杨村、双枫村、周邓村、上游村、袁岭村、先锋村、清水村、红光村、进塘村、金桥村、寺塘村、双港村、联河村、高桥村和水库村。